# Marcelo Gallardo
Marcelo Daniel Gallardo (Merlo, Buenos Aires, 18 de enero de 1976) es un exfutbolista y entrenador argentino. Jugaba como mediocampista ofensivo. Actualmente es entrenador de River Plate de la Primera División de Argentina.
Es el director técnico más ganador de la historia de River y uno de los argentinos más ganadores. Ganó dos ediciones de la Copa Libertadores, tres de la Recopa, una de la Copa Sudamericana, una de la Copa Suruga Bank, tres de la Copa Argentina, dos de la Supercopa Argentina y una liga. Además, sumando títulos como jugador y técnico, comparte el récord con Ángel Labruna de ser el futbolista más campeón de la historia del «millonario» con 22 títulos.
Como jugador, surgió de las divisiones inferiores de River en la temporada 1992-93. Con el equipo «millonario», ganó una Copa Libertadores, una Supercopa y seis ligas. Fue elegido para el Equipo Ideal de América de 1997 y 1998. Luego fichó con el Mónaco y el Paris Saint-Germain. Fue elegido mejor jugador de la liga francesa en 2000. Se retiró en Nacional en 2011.
Fue internacional absoluto con la Selección de fútbol de Argentina. Disputó 46 partidos y marcó 14 goles, disputando dos Copas del Mundo (1998 y 2002), dos ediciones de la Copa América y una de la Copa FIFA Confederaciones.
Tuvo su debut como entrenador con Nacional en la temporada 2011-12, ganado su primer título. Luego fue director técnico de River Plate entre 2014 y 2022, ganando seis títulos nacionales y siete internacionales. En 2015 se convirtió en el único futbolista de River ganador de la Copa Libertadores como jugador y como director técnico. Adicionalmente, alcanzó la suma de 32 partidos invicto el 6 de octubre de 2018. Con este hito, superó su propio récord de 31 partidos invicto que había conseguido en 2014, en conjunto con Ramón Díaz. En 2022 alcanzó el hito de ser el quinto entrenador con más años de permanencia en un club argentino (ocho años).
En 2015, según una clasificación de la IFFHS, fue elegido como el 5.º mejor entrenador del mundo con 33 puntos, solamente superado por Luis Enrique, Pep Guardiola, Massimiliano Allegri y Unai Emery. También en 2015 recibió el Premio Toyota al mejor entrenador de la Copa Libertadores. También fue premiado por el diario El País de Uruguay, como mejor entrenador sudamericano durante tres años seguidos, siendo estos 2018, 2019 y 2020. En 2019, según Club World Rankings alcanzó el primer puesto como mejor entrenador del mundo superando a Ernesto Valverde.

## Trayectoria como futbolista
Gallardo debutó en la prenovena de River Plate a los doce años, en 1988, y tres años después en la reserva. El 18 de abril de 1993 debutó en la Primera División en un partido contra Newell's Old Boys que finalizó en una victoria por 2-0. El 11 de diciembre de 1994, Gallardo le anotó su primer gol a Boca Juniors, mediante un penal al minuto 25 del segundo tiempo. El encuentro acabó 3:0 a favor de River.
Allí permanecería durante 6 años, la cual fue su primera etapa en el club. Gallardo tuvo otras dos etapas en el club «Millonario» las cuales fueron en 2003-06 y 2009-10 respectivamente. En River se consagró campeón en múltiples ocasiones, sumando en total ocho títulos. Estos fueron los Torneos Apertura de 1993, 1994 (campeón invicto), 1996 y 1997, los Torneo Clausura de 1997 y 2004, la Copa Libertadores de 1996 y la Supercopa Sudamericana de 1997. Se convirtió en uno de los jugadores más queridos por la hinchada riverplatense, destacando por ser figura en varios de los títulos que supo conseguir. Además de ser capitán y referente en varios de los planteles que integró.
En 1999, tras consagrarse campeón de diversos torneos con River, Gallardo fichó por el A. S. Mónaco de Francia, donde rápidamente se convirtió en una de las figuras del equipo. En su estancia en el conjunto francés, el futbolista ganó el título de liga, la Supercopa de Francia y la Copa de la Liga. En agosto de 2003, ya enterado de que el entrenador Didier Deschamps no lo tendría en cuenta, Gallardo regresó a River Plate. En su segunda etapa en el club argentino, Gatardo ganó el Torneo Clausura 2004, donde en el partido definitorio contra Atlético de Rafaela anotó un gol.
En 2006 comenzó a perder titularidad en el equipo, debido a la preferencia del entrenador Daniel Passarella por el centrocampista Fernando Belluschi. En diciembre de ese año, después de que clubes como Olympique de Marsella y París Saint-Germain mostraran interés en él, Gallardo decidió fichar por este último. Su debut en el conjunto francés ocurrió el 7 de enero de 2007, en la goleada por 3:0 frente al Nîmes. Gallardo mostró un buen rendimiento a lo largo del encuentro, válido por los treintaidosavos de final de la Copa de Francia. A pesar de ser pretendido por San Lorenzo, en ese momento dirigido por Ramón Díaz, en enero de 2008 fue transferido al D. C. United de la Major League Soccer. Marcó su primer gol en el club estadounidense el 5 de abril, en la victoria por 4:1 al Toronto F. C.
Tras su paso por el fútbol estadounidense y europeo, en enero de 2009 se confirmó su retorno a River Plate, a pesar de que Estudiantes de La Plata estaba interesado en él. Gallardo se convirtió en la primera incorporación al plantel conducido por Leonardo Astrada. El 8 de marzo, ingresó en el segundo tiempo de la victoria por 3:1 a Arsenal y anotó dos goles. El 15 de mayo de 2010 se despidió de River, en la derrota por 5:1 frente a Tigre que vio desde el banco de suplentes.
El 13 de agosto de 2010 llegó a Montevideo para firmar contrato con el Club Nacional de Football de esa ciudad. El presidente del club expresó que su pase no solo pretendía considerarlo un referente futbolístico sino también un modelo a seguir para los más jóvenes futbolistas de la institución. En su primer partido como titular, Gallardo sufrió una rotura del tendón rotuliano. Volvió a jugar recién cinco meses después, el 27 de febrero de 2011, en una victoria por 1:0 contra Bella Vista. El futbolista entró al campo de juego al minuto 77. El 6 de marzo convirtió un gol después de un año, en un encuentro en el que Nacional venció a Miramar Misiones por 3:1.
El 10 de junio de 2011 anunció su retiro concluido el campeonato uruguayo por motivos personales. Su último partido fue el 12 de junio contra Defensor Sporting en el Estadio Centenario. Gallardo ingresó al campo de juego al minuto 66 en lugar de Richard Porta y Nacional ganó 1-0, consagrándose así campeón.

## Trayectoria como entrenador

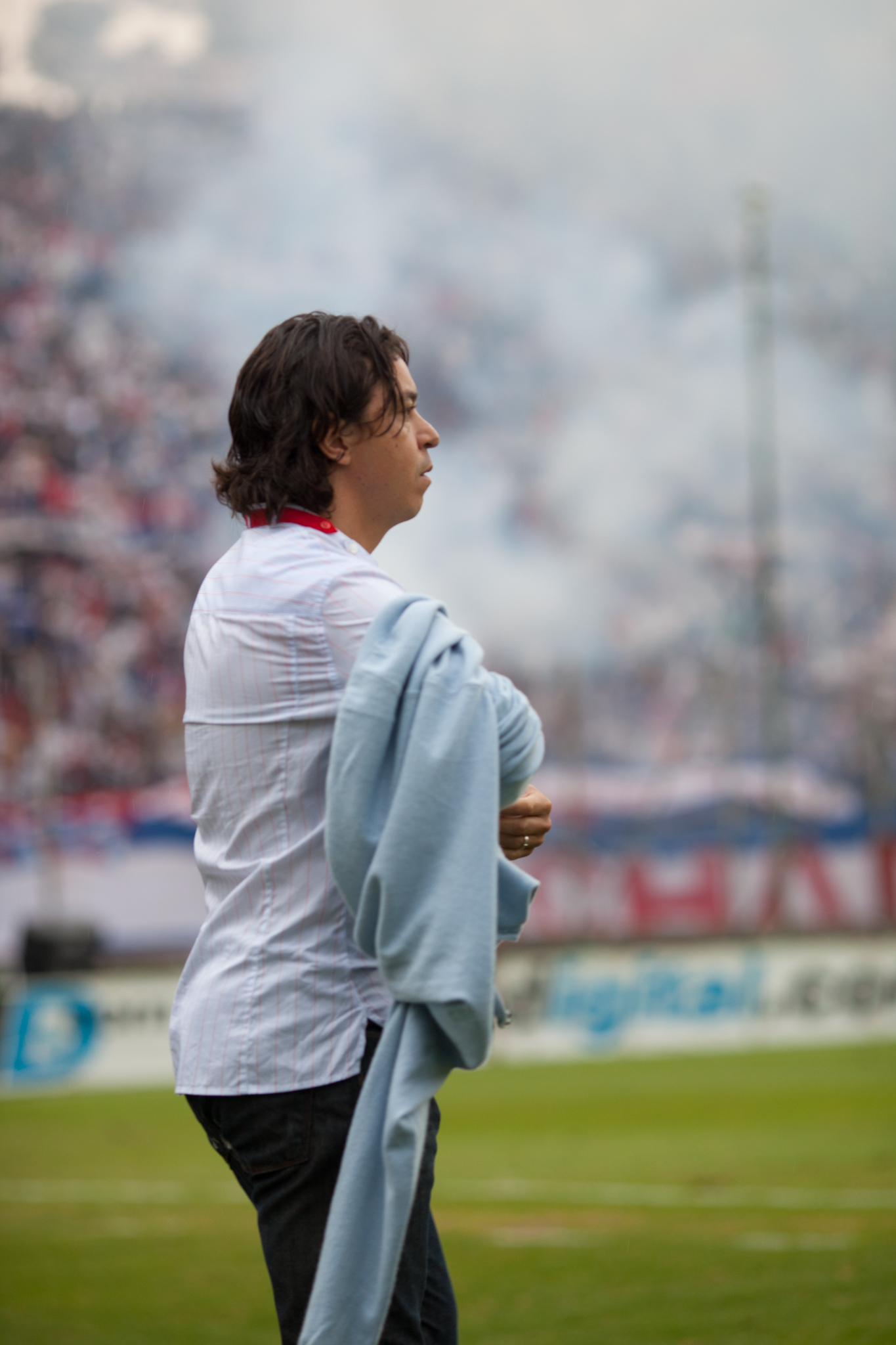
Gallardo en su etapa como DT de Nacional.

En sus últimos años como jugador decidió comenzar a estudiar para hacerse entrenador de fútbol en la Escuela de Técnicos de Vicente López, donde coincidió como compañero de cursada con Matías Biscay, Rodolfo Arruabarrena y Diego Markic.

### Club Nacional de Football
Pocos días después de su retiro, Nacional anunció que el exfutbolista asumiría como nuevo director técnico del equipo, con Pablo Rodríguez como asistente y Marcelo Tulbovitz como preparador físico.
En su primer semestre obtuvo el torneo apertura que clasificó al equipo a la definición del campeonato a disputarse a mitad del año 2012. El 16 de junio del mismo año se consagra campeón Uruguayo 2011-2012 con el Club Nacional de Football, siendo bicampeón con el club uruguayo, como jugador y técnico.
A pesar del éxito en el plano local, Nacional quedó eliminado de la Copa Sudamericana 2011 en segunda fase, y en la Copa Libertadores 2012 cayó eliminado en fase de grupos.

### River Plate

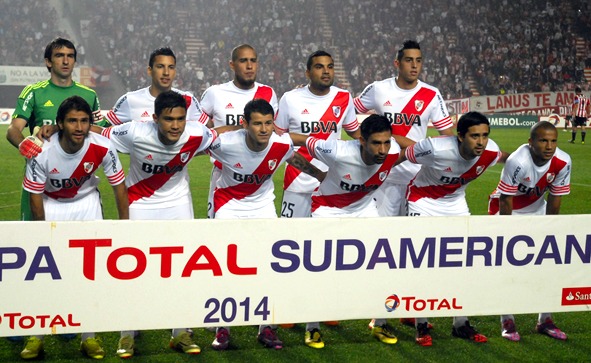
Formación de River en la Copa Sudamericana 2014.

El 30 de mayo de 2014, tras la abrupta renuncia de Ramón Díaz, el secretario técnico de River Plate, Enzo Francescoli, confirmó a Gallardo como nuevo entrenador del club, quien en conferencia de prensa el 6 de junio asumió la conducción técnica y dirigió al club desde el segundo semestre del año.
Los jugadores que solicitó para su primer semestre como entrenador del equipo fueron Julio Chiarini (Instituto), Leonardo Pisculichi (Argentinos Juniors), y la continuidad en el plantel de Carlos Sánchez (Puebla) y Rodrigo Mora (Universidad de Chile) que se encontraban a préstamo pero todavía ligados al club. Su debut como DT de River Plate fue el 27 de julio de 2014 por la Copa Argentina ante Ferro Carril Oeste logrando una victoria de 6-5 en serie de penales en el Estadio Martearena en la provincia de Salta, tras igualar 0 a 0. En su primer semestre disputó también, la Copa Sudamericana y el Campeonato de Primera División, Copa Argentina, pero quedó eliminado en los cuartos de final por penales frente a Rosario Central. En la Supercopa Argentina perdió contra Huracán por 1:0.
En cuanto a la Copa Sudamericana, ganó el certamen de manera invicta, eliminando a Godoy Cruz en la segunda fase, Libertad en los octavos de final, Estudiantes de La Plata en los cuartos de final y en las semifinales el rival clásico Boca Juniors. La ida de la semifinal se jugó en el Estadio Alberto J. Armando, donde el encuentro finalizó empatado sin goles. En la vuelta, River ganó 1:0 y avanzó a la final del torneo, donde derrotó a Atlético Nacional y se coronó campeón en el Estadio Monumental. Este fue el primer título internacional de Gallardo como entrenador y la primera Copa Sudamericana para el club. En el plano nacional, River terminó en el segundo lugar en la tabla de posiciones del Campeonato de Primera División, con treinta y nueve puntos.
En 2015, luego de una temporada de verano que dejó dudas en lo futbolístico, River ganó por primera vez el título de Recopa Sudamericana, derrotando a San Lorenzo por 1:0 tanto en la ida como en la vuelta. Después de ganar dicho torneo, comenzaron los encuentros por la Copa Libertadores. River no empezó de la mejor manera en la competición, perdió el primer partido de la fase de grupos y empató los siguientes cuatro. En la última fecha, para clasificar a la siguiente fase, River y Tigres debían ganar sus respectivos partidos. Finalmente, River le ganó 3:0 a San José y Tigres derrotaron 5:4 a Juan Aurich. En los octavos de final, el equipo de Gallardo eliminó a Boca Juniors, al cual derrotó en la ida por 1:0 con gol de penal de Carlos Sánchez. En la vuelta, cuando los jugadores salían al campo de juego para disputar el segundo tiempo, un hincha de Boca arrojó gas pimienta a varios jugadores de River. Después de setenta minutos, el encuentro fue suspendido. Más tarde, el partido se lo dio como ganado para River Plate. En los cuartos de final, se enfrentaron a Cruzeiro, que los derrotó por 1:0 en el Estadio Monumental. Sin embargo, en la vuelta, River ganó por 3:0 y pasó a las semifinales.
Durante la Copa América 2015, Gallardo contrató a seis jugadores: Milton Casco, Nicolás Bertolo, Luis González, Javier Saviola, Lucas Alario y Tabaré Viudez, estos dos últimos fueron de gran importancia en las semifinales de la Copa Libertadores, donde se enfrentaron a Guaraní. Luego de la Copa América, se disputó la primera semifinal en el Monumental, donde River ganó por 2:0. En la vuelta, el equipo paraguayo ganaba por 1:0 pero Alario empató el encuentro tras un pase de Viudez.
En la final, se enfrentaron nuevamente con Tigres. La ida, en México, terminó empatada 0:0. En la vuelta, River se coronó campeón venciendo 3-0 con goles de Lucas Alario, Carlos Sánchez y Ramiro Funes Mori, tras diecinueve años de no haber estado en una final de este certamen. Así, Gallardo se convirtió en el primer jugador y técnico de River en ser campeón de la Libertadores tanto como futbolista como entrenador. Seis días después de la consagración en la Libertadores, River jugó la Copa Suruga Bank, campeonato al cual accedió porque ganó la Copa Sudamericana. River goleó 3:0 al Gamba Osaka, y como el torneo es a partido único, ganó la copa. En la Copa Mundial de Clubes, el equipo dirigido por Gallardo le ganó 1:0 al Sanfrecce Hiroshima en su primer encuentro y accedió al último encuentro del torneo. En la final, perdieron 3:0 ante el F. C. Barcelona.
También se consagró en la Recopa Sudamericana 2016 venciendo a Santa Fe por 2:1, con goles de Sebastián Driussi y Lucas Alario. Finalizado el encuentro, Gallardo dijo: "Es impresionante. Uno no se detiene a pensar, pero fueron dos años muy intensos". La siguiente final que River disputó fue la de la Copa Argentina 2015-16, donde se impuso ante Rosario Central por 4:3, con tres goles de Alario y uno de Iván Alonso. Previamente, había eliminado a Rivadavia, Estudiantes de San Luis, Arsenal, Unión y Gimnasia. Con este triunfo, el equipo de Gallardo consiguió clasificar a la Copa Libertadores. El 4 de febrero de 2017 perdieron la Supercopa Argentina 2016 contra Lanús por 3:0.
En la Copa Libertadores del año 2017, River quedó primero en su grupo tras ganar cuatro de sus seis partidos, aunque el último encuentro por la primera ronda lo perdió de local contra Independiente Medellín. El 8 de agosto, derrotó a Guaraní por 3:1 en el global y avanzaron a los cuartos de final, donde fue derrotado por 3:0 ante Jorge Wilstermann en la ida. Sin embargo, en la vuelta golearon 8:0 al conjunto boliviano. Finalizado el encuentro, el entonces entrenador de Jorge Wilstermann Roberto Mosquera Vera, dijo: "Lo mejor que tiene River es Gallardo. Es un súper entrenador". En la ida de la semifinal, contra Lanús, River ganó por 1:0 de local. No obstante, en la vuelta, a pesar de ir ganando 2:0, fue derrotado por 4:2 de manera polémica y eliminado de la competición. El 9 de diciembre, River ganó por segunda vez la Copa Argentina, esta vez por 2:1 a Atlético Tucumán. El 3 de enero de 2018, en una conferencia de prensa junto al presidente de River Rodolfo D'Onofrio, Gallardo anunció su continuidad como entrenador del club por cuatro años más. El 14 de marzo el equipo de Marcelo Gallardo derrotó otra vez a Boca en este caso en una final por la Supercopa Argentina 2017, consagrándose así campeón frente a su eterno rival.
Su equipo se clasificaría a la Copa Libertadores 2018 como primero en su grupo, donde en octavos de final enfrentaría a Racing Club. El encuentro de ida sería 0-0, la vuelta jugada en el Monumental terminaría con goleada 3-0 de River y pasaje a cuartos de final. En la siguiente instancia River enfrentaría a Independiente. La ida en Avellaneda resultaría 0-0 y en el Monumental River se llevó la clasificación con victoria 3-1. En semifinales River jugaría con el campeón vigente de la Copa Libertadores; Grêmio, los dirigidos por Renato Portaluppi ganarían 1-0 en el Monumental, pero en la vuelta el equipo de Gallardo se clasificó al derrotarlo agónicamente con un 2-1 que lo llevaría a jugar la final soñada con Boca Juniors.
A finales de 2018 se disputó la final más esperada por el fútbol argentino: River vs Boca, en dónde por primera vez se enfrentaban estos dos eternos rivales en una final continental. River, sin Marcelo Gallardo en el banco de suplentes (suspendido) empataría el primer encuentro en La Bombonera solo con público de Boca (2-2). El segundo encuentro se disputaría en el Estadio Santiago Bernabéu el 9 de diciembre de 2018 con público de ambas parcialidades, debido a la suspensión del estadio Monumental por piedrazos de un pequeño grupo de la parcialidad de River hacia el ómnibus que transportaba a los jugadores de Boca, a 700 metros del estadio. A pesar de tener la desventaja deportiva de no jugar en su estadio y con su gente como estaba estipulado en un principio, River luego de empatar 1-1 en los 90 minutos se impondría con un contundente 3-1 en el tiempo suplementario consagrándose campeón de Copa Libertadores 2018. se convirtió en el técnico más exitoso de su club, al ganar la Recopa Sudamericana con un 3-0 sobre Athletico Paranaense en el Estadio Monumental (había perdido 1-0 en Brasil) con goles de Nacho Fernández, Lucas Pratto (de gran faena en todo el partido) y Matías Suárez.
A finales de ese año finaliza subcampeón de la Copa Libertadores, luego de vencer en semifinales a Boca Juniors y perder la final con Clube de Regatas do Flamengo; y obtiene la Copa Argentina al vencer a Central Córdoba de Santiago del Estero. En el 2021, salió campeón del Campeonato de Primera División 2021, obteniendo 54 puntos, 7 puntos más que el segundo Club Social y Deportivo Defensa y Justicia. Además en este torneo el goleador fue Julián Álvarez, clave para la obtención del campeonato. Al ser el campeón, clasificó al Trofeo de Campeones de la Superliga Argentina en el cual venció a Colón por 4-0 quien era defensor de la Copa de la Liga 2021 y sumó un nuevo título a su palmarés.
El 13 de octubre de 2022 en una conferencia de prensa dada acompañado de varios directivos manifestaría que no va a continuar en el club millonario, diciendo que hará una breve pausa en su carrera de entrenador, tras finalizar su contrato en diciembre de ese año.

### Riyadh Season
El 19 de enero de 2023, volvió a dirigir un partido tras su paso por River Plate, aunque no de forma oficial. Se trató del equipo Riyadh Season; un combinado de jugadores entre los equipos árabes Al-Hilal y Al-Nassr enfrentando al francés Paris Saint-Germain en el Estadio Rey Fahd en la ciudad de Riad, Arabia Saudita.

### Al-Ittihad
El 15 de noviembre de 2023, se confirmó su fichaje como entrenador del Al-Ittihad de la Liga Profesional Saudí.Después de una derrota ante Al-Ettifaq por 5-0, que los dejó sin posibilidades de clasificarse para la próxima edición de la Liga de Campeones de la AFC y sumado a los malos resultados, fue despedido el 13 de mayo de 2024.Sin embargo, pasó a dirigir los tres partidos restantes de la temporada, antes de dejar su cargo el 2 de julio de 2024.

### River Plate
En agosto de 2024, inició su segunda etapa en River Plate y firmó contrato hasta diciembre de 2025.

## Selección nacional
Gallardo jugó su primer partido en el seleccionado nacional argentino a los diecisiete años e integró los procesos de Daniel Passarella (Juegos Panamericanos 1995 y Juegos Olímpicos 1996) y Marcelo Bielsa (1998-2002), por lo que participó de los mundiales de Francia '98 y Corea-Japón 2002, aunque llegó lesionado al comienzo de ambos torneos. En el Mundial de Francia pudo jugar en las victorias argentinas frente a Jamaica, Croacia e Inglaterra por penales.

### Participaciones en Torneos internacionales
| Torneo                           | Sede                  | Resultado        | Partidos | Part. titular | Goles |
| -------------------------------- | --------------------- | ---------------- | -------- | ------------- | ----- |
| Sudamericano Sub-17 de 1991      | Paraguay              | Tercer Puesto    | 4        | 1             | 1     |
| Copa Mundial Sub-17 de 1991      | Italia                | Tercer Puesto    | 5        | 2             | 0     |
| Copa FIFA Confederaciones 1995   | Arabia Saudita        | Subcampeón       | 1        | 0             | 0     |
| Juegos Panamericanos de 1995     | Mar del Plata         | Medalla de oro   | 5        | 5             | 6     |
| Copa América 1995                | Uruguay               | Cuartos de final | 2        | 2             | 0     |
| Preolímpico Sudamericano de 1996 | Argentina             | Subcampeón       | 6        | 2             | 1     |
| Juegos Olímpicos de Atlanta 1996 | Atlanta               | Medalla de Plata | 4        | 0             | 0     |
| Copa América 1997                | Bolivia               | Cuartos de final | 4        | 3             | 3     |
| Copa Mundial de 1998             | Francia               | Cuartos de final | 3        | 1             | 0     |
| Copa Mundial de 2002             | Corea del Sur y Japón | Fase de grupos   | 0        | 0             | 0     |

### Participaciones en Eliminatorias del Mundial
| Mundial                      | Resultado   | Posición | Partidos | Part. titular | Goles |
| ---------------------------- | ----------- | -------- | -------- | ------------- | ----- |
| Eliminatoria Mundial de 1998 | Clasificado | 1.º      | 4        | 4             | 2     |
| Eliminatoria Mundial de 2002 | Clasificado | 1.º      | 6        | 2             | 3     |

### Goles
| Argentina Absoluta          |                          |                                                      |                       |                   |                 |                                  |
| #                           | Fecha                    | Lugar                                                | Rival                 | Resultado parcial | Resultado final | Competición                      |
| 1.                          | 14 de febrero de 1995    | Estadio Malvinas Argentinas, Mendoza, Argentina      | Bulgaria              | 1–0               | 4–1             | Amistosos                        |
| 2.                          | 14 de febrero de 1995    | Estadio Malvinas Argentinas, Mendoza, Argentina      | Bulgaria              | 2–0               | 4–1             | Amistosos                        |
| 3.                          | 13 de mayo de 1995       | Ellis Park Stadium, Johannesburgo, Sudáfrica         | Sudáfrica             | 1–1               | 1–1             | Amistosos                        |
| 4.                          | 22 de junio de 1995      | Estadio Malvinas Argentinas, Mendoza, Argentina      | Eslovaquia            | 1–0               | 6–0             | Amistosos                        |
| 5.                          | 22 de junio de 1995      | Estadio Malvinas Argentinas, Mendoza, Argentina      | Eslovaquia            | 4–0               | 6–0             | Amistosos                        |
| 6.                          | 14 de junio de 1997      | Estadio Félix Capriles, Cochabamba, Bolivia          | Chile                 | 2–0               | 2–0             | Copa América 1997                |
| 7.                          | 17 de junio de 1997      | Estadio Félix Capriles, Cochabamba, Bolivia          | Paraguay              | 1–1               | 1–1             | Copa América 1997                |
| 8.                          | 21 de junio de 1997      | Estadio Olímpico Patria, Sucre, Bolivia              | Perú                  | 1–2               | 1–2             | Copa América 1997                |
| 9.                          | 6 de julio de 1997       | Estadio Defensores del Chaco, Asunción, Paraguay     | Paraguay              | 1–0               | 2–1             | Clasificación Copa Mundial 1998  |
| 10.                         | 10 de septiembre de 1997 | Estadio Nacional, Santiago, Chile                    | Chile                 | 1–0               | 2–1             | Clasificación Copa Mundial 1998  |
| 11.                         | 4 de febrero de 1999     | Estadio José E. Romero, Maracaibo, Venezuela         | Venezuela             | 2–0               | 2–0             | Amistoso                         |
| 12.                         | 8 de octubre de 2000     | Estadio Antonio V. Liberti, Buenos Aires, Argentina  | Uruguay               | 2–0               | 2–1             | Clasificación Copa Mundial 2002  |
| 13.                         | 28 de marzo de 2001      | Estadio Antonio V. Liberti, Buenos Aires, Argentina  | Venezuela             | 4–0               | 5–0             | Clasificación Copa Mundial 2002  |
| 14.                         | 5 de septiembre de 2001  | Estadio Antonio V. Liberti, Buenos Aires, Argentina  | Brasil                | 1–1               | 2–1             | Clasificación Copa Mundial 2002  |
| Argentina Sub-23 y Olímpica |                          |                                                      |                       |                   |                 |                                  |
| #                           | Fecha                    | Lugar                                                | Rival                 | Resultado parcial | Resultado final | Competición                      |
| 1.                          | 22 de febrero de 1996    | Estadio José María Minella, Mar del Plata, Argentina | Venezuela Sub-23      | 1–0               | 3–0             | Preolímpico Sudamericano de 1996 |
| Argentina Sub-22            |                          |                                                      |                       |                   |                 |                                  |
| #                           | Fecha                    | Lugar                                                | Rival                 | Resultado parcial | Resultado final | Competición                      |
| 1.                          | 12 de marzo de 1995      | Estadio José María Minella, Mar del Plata, Argentina | Estados Unidos Sub-22 | 1–0               | 3–0             | Juegos Panamericanos 1995        |
| 2.                          | 12 de marzo de 1995      | Estadio José María Minella, Mar del Plata, Argentina | Estados Unidos Sub-22 | 2–0               | 3–0             | Juegos Panamericanos 1995        |
| 3.                          | 14 de marzo de 1995      | Estadio José María Minella, Mar del Plata, Argentina | Honduras Sub-22       | 1–1               | 2–2             | Juegos Panamericanos 1995        |
| 4.                          | 14 de marzo de 1995      | Estadio José María Minella, Mar del Plata, Argentina | Honduras Sub-22       | 2–2               | 2–2             | Juegos Panamericanos 1995        |
| 5.                          | 21 de marzo de 1995      | Estadio José María Minella, Mar del Plata, Argentina | Honduras Sub-22       | 1–1               | 3–2             | Juegos Panamericanos 1995        |
| 6.                          | 21 de marzo de 1995      | Estadio José María Minella, Mar del Plata, Argentina | Honduras Sub-22       | 2–1               | 3–2             | Juegos Panamericanos 1995        |
| Argentina Sub-17            |                          |                                                      |                       |                   |                 |                                  |
| #                           | Fecha                    | Lugar                                                | Rival                 | Resultado parcial | Resultado final | Competición                      |
| 1.                          | 12 de mayo de 1991       | Estadio Defensores del Chaco, Asunción, Paraguay     | Paraguay Sub-17       | 1–0               | 2–2             | Sudamericano Sub-17 de 1991      |

## Estadísticas

### Como futbolista

#### En clubes
| Club                        | Div                 | Temporada           | Liga  | Liga  | Liga   | Copas nacionales | Copas nacionales | Copas nacionales | Torneos internacionales | Torneos internacionales | Torneos internacionales | Otras competiciones | Otras competiciones | Otras competiciones | Total | Total | Total  | Media goleadora |
| Club                        | Div                 | Temporada           | Part. | Goles | Asist. | Part.            | Goles            | Asist.           | Part.                   | Goles                   | Asist.                  | Part.               | Goles               | Asist.              | Part. | Goles | Asist. | Media goleadora |
| --------------------------- | ------------------- | ------------------- | ----- | ----- | ------ | ---------------- | ---------------- | ---------------- | ----------------------- | ----------------------- | ----------------------- | ------------------- | ------------------- | ------------------- | ----- | ----- | ------ | --------------- |
| River Plate Argentina       | 1.ª                 |                     |       |       |        |                  |                  |                  |                         |                         |                         |                     |                     |                     |       |       |        |                 |
| River Plate Argentina       | 1.ª                 | 1993                | 4     | 0     | 1      | —                | —                | —                | 1                       | 0                       | 0                       | —                   | —                   | —                   | 5     | 0     | 1      | 0,00            |
| River Plate Argentina       | 1.ª                 | 1993-94             | 4     | 0     | 1      | 4                | 1                | ?                | 0                       | 0                       | 0                       | —                   | —                   | —                   | 8     | 1     | +1     | 0.13            |
| River Plate Argentina       | 1.ª                 | 1994-95             | 23    | 3     | 9      | —                | —                | —                | 6                       | 2                       | 0                       | —                   | —                   | —                   | 29    | 5     | 9      | 0,17            |
| River Plate Argentina       | 1.ª                 | 1995-96             | 21    | 5     | 6      | —                | —                | —                | 16                      | 1                       | 4                       | —                   | —                   | —                   | 37    | 6     | 10     | 0,16            |
| River Plate Argentina       | 1.ª                 | 1996-97             | 24    | 4     | 5      | —                | —                | —                | 4                       | 1                       | 0                       | —                   | —                   | —                   | 28    | 5     | 5      | 0,18            |
| River Plate Argentina       | 1.ª                 | 1997-98             | 19    | 5     | 4      | —                | —                | —                | 11                      | 3                       | 4                       | —                   | —                   | —                   | 30    | 8     | 8      | 0,27            |
| River Plate Argentina       | 1.ª                 | 1998-99             | 14    | 1     | 1      | —                | —                | —                | 11                      | 2                       | 1                       | —                   | —                   | —                   | 25    | 3     | 2      | 0.12            |
| River Plate Argentina       | Total 1.ª etapa     | Total 1.ª etapa     | 109   | 18    | 27     | 4                | 1                | ?                | 49                      | 9                       | 9                       | 0                   | 0                   | 0                   | 162   | 28    | +36    | 0.17            |
| AS Mónaco Mónaco            | 1.ª                 |                     |       |       |        |                  |                  |                  |                         |                         |                         |                     |                     |                     |       |       |        |                 |
| AS Mónaco Mónaco            | 1.ª                 | 1999-00             | 28    | 8     | 12     | 1                | 0                | 0                | 7                       | 0                       | 2                       | —                   | —                   | —                   | 36    | 8     | 14     | 0,22            |
| AS Mónaco Mónaco            | 1.ª                 | 2000-01             | 26    | 6     | 9      | 5                | 2                | 0                | 3                       | 0                       | 2                       | —                   | —                   | —                   | 34    | 8     | 11     | 0,24            |
| AS Mónaco Mónaco            | 1.ª                 | 2001-02             | 22    | 3     | 0      | 5                | 2                | 0                | —                       | —                       | —                       | —                   | —                   | —                   | 27    | 5     | 0      | 0,19            |
| AS Mónaco Mónaco            | 1.ª                 | 2002-03             | 27    | 1     | 5      | 3                | 1                | 0                | —                       | —                       | —                       | —                   | —                   | —                   | 30    | 2     | 5      | 0,07            |
| AS Mónaco Mónaco            | Total club          | Total club          | 103   | 18    | 26     | 14               | 5                | 0                | 10                      | 0                       | 4                       | 0                   | 0                   | 0                   | 127   | 23    | 30     | 0,18            |
| River Plate Argentina       | 1.ª                 |                     |       |       |        |                  |                  |                  |                         |                         |                         |                     |                     |                     |       |       |        |                 |
| River Plate Argentina       | 1.ª                 | 2003-04             | 15    | 4     | 1      | —                | —                | —                | 11                      | 3                       | 0                       | —                   | —                   | —                   | 26    | 7     | 1      | 0,27            |
| River Plate Argentina       | 1.ª                 | 2004-05             | 25    | 6     | 9      | —                | —                | —                | 10                      | 3                       | 1                       | —                   | —                   | —                   | 35    | 9     | 10     | 0,26            |
| River Plate Argentina       | 1.ª                 | 2005-06             | 23    | 11    | 5      | —                | —                | —                | 11                      | 3                       | 3                       | —                   | —                   | —                   | 34    | 14    | 8      | 0,41            |
| River Plate Argentina       | 1.ª                 | 2006                | 14    | 4     | 2      | —                | —                | —                | 1                       | 1                       | 1                       | —                   | —                   | —                   | 15    | 5     | 3      | 0,33            |
| River Plate Argentina       | Total 2.ª etapa     | Total 2.ª etapa     | 77    | 25    | 17     | 0                | 0                | 0                | 33                      | 10                      | 5                       | 0                   | 0                   | 0                   | 110   | 35    | 22     | 0,32            |
| París Saint-Germain Francia | 1.ª                 |                     |       |       |        |                  |                  |                  |                         |                         |                         |                     |                     |                     |       |       |        |                 |
| París Saint-Germain Francia | 1.ª                 | 2007                | 13    | 2     | 2      | 3                | 0                | 0                | 3                       | 0                       | 0                       | —                   | —                   | —                   | 19    | 2     | 2      | 0,11            |
| París Saint-Germain Francia | 1.ª                 | 2007                | 9     | 0     | 0      | —                | —                | —                | —                       | —                       | —                       | —                   | —                   | —                   | 9     | 0     | 0      | 0,00            |
| París Saint-Germain Francia | Total club          | Total club          | 22    | 2     | 2      | 3                | 0                | 0                | 3                       | 0                       | 0                       | 0                   | 0                   | 0                   | 28    | 2     | 2      | 0,07            |
| DC United Estados Unidos    | 1.ª                 | 2008                | 15    | 4     | 3      | 1                | 0                | 0                | 4                       | 0                       | 1                       | —                   | —                   | —                   | 20    | 4     | 4      | 0,20            |
| River Plate Argentina       | 1.ª                 |                     |       |       |        |                  |                  |                  |                         |                         |                         |                     |                     |                     |       |       |        |                 |
| River Plate Argentina       | 1.ª                 | 2009                | 10    | 3     | 2      | —                | —                | —                | 4                       | 1                       | 0                       | —                   | —                   | —                   | 14    | 4     | 2      | 0,28            |
| River Plate Argentina       | 1.ª                 | 2009-10             | 18    | 4     | 0      | —                | —                | —                | 1                       | 0                       | 1                       | —                   | —                   | —                   | 19    | 4     | 1      | 0,21            |
| River Plate Argentina       | Total 3.ª etapa     | Total 3.ª etapa     | 28    | 7     | 2      | 0                | 0                | 0                | 5                       | 1                       | 1                       | 0                   | 0                   | 0                   | 33    | 8     | 3      | 0,24            |
| River Plate Argentina       | Total club          | Total club          | 214   | 50    | 46     | 4                | 1                | ?                | 87                      | 20                      | 15                      | 0                   | 0                   | 0                   | 305   | 71    | +61    | 0.23            |
| Club Nacional · Uruguay     | 1.ª                 | 2010-11             | 12    | 3     | 2      | —                | —                | —                | 2                       | 0                       | 1                       | 1                   | 0                   | 0                   | 15    | 3     | 3      | 0,20            |
| Total en su carrera         | Total en su carrera | Total en su carrera | 366   | 77    | 79     | 22               | 6                | ?                | 106                     | 20                      | 21                      | 1                   | 0                   | 0                   | 494   | 103   | +100   | 0.21            |
| 1. 2. 3. 4.                 |                     |                     |       |       |        |                  |                  |                  |                         |                         |                         |                     |                     |                     |       |       |        |                 |

### Selecciones
| Selección                  | Año           | Amistosos | Amistosos | Amistosos | Sudamérica | Sudamérica | Sudamérica | Mundial | Mundial | Mundial | Total | Total | Total  | Media goleadora |
| Selección                  | Año           | Part.     | Goles     | Asist.    | Part.      | Goles      | Asist.     | Part.   | Goles   | Asist.  | Part. | Goles | Asist. | Media goleadora |
| -------------------------- | ------------- | --------- | --------- | --------- | ---------- | ---------- | ---------- | ------- | ------- | ------- | ----- | ----- | ------ | --------------- |
| Sub-17 Argentina           | 1991          | —         | —         | —         | 4          | 1          | ?          | 5       | 0       | ?       | 9     | 1     | ?      | 0,11            |
| Sub-22 Argentina           | 1995          | —         | —         | —         | 5          | 6          | ?          | —       | —       | —       | 5     | 6     | ?      | 1,20            |
| Sub-23/ Olímpica Argentina | 1996          | —         | —         | —         | 6          | 1          | ?          | 4       | 0       | 0       | 10    | 1     | ?      | 0,10            |
| Adulta Argentina           | 1994          | 2         | 0         | 0         | —          | —          | —          | —       | —       | —       | 2     | 0     | 0      | 0,00            |
| Adulta Argentina           | 1995          | 8         | 5         | 2         | 2          | 0          | 0          | 1       | 0       | 0       | 11    | 5     | 2      | 0,45            |
| Adulta Argentina           | 1996          | —         | —         | —         | —          | —          | —          | —       | —       | —       | 0     | 0     | 0      | 0,00            |
| Adulta Argentina           | 1997          | —         | —         | —         | 8          | 5          | 1          | —       | —       | —       | 8     | 5     | 1      | 0,63            |
| Adulta Argentina           | 1998          | 6         | 0         | 3         | —          | —          | —          | 3       | 0       | 0       | 9     | 0     | 3      | 0,00            |
| Adulta Argentina           | 1999          | 5         | 1         | 1         | —          | —          | —          | —       | —       | —       | 5     | 1     | 1      | 0,20            |
| Adulta Argentina           | 2000          | —         | —         | —         | 2          | 1          | 0          | —       | —       | —       | 2     | 1     | 0      | 0,50            |
| Adulta Argentina           | 2001          | 1         | 0         | 0         | 4          | 2          | 0          | —       | —       | —       | 5     | 2     | 0      | 0,40            |
| Adulta Argentina           | 2002          | 1         | 0         | 0         | —          | —          | —          | 0       | 0       | 0       | 1     | 0     | 0      | 0,00            |
| Adulta Argentina           | 2003          | 2         | 0         | 0         | —          | —          | —          | —       | —       | —       | 2     | 0     | 0      | 0,00            |
| Adulta Argentina           | Total         | 25        | 6         | 6         | 16         | 8          | 1          | 4       | 0       | 0       | 45    | 14    | 7      | 0,31            |
| Total carrera              | Total carrera | 25        | 6         | 6         | 32         | 16         | +1         | 13      | 0       | ?       | 69    | 22    | +7     | 0,32            |
| 1. 2.                      |               |           |           |           |            |            |            |         |         |         |       |       |        |                 |

### Resumen estadístico
| Competición                 | Partidos | Goles | Media goleadora |
| --------------------------- | -------- | ----- | --------------- |
| Primera División            | 366      | 77    | 0.21            |
| Copas nacionales            | 22       | 6     | 0.27            |
| Copa Internacionales        | 106      | 20    | 0.19            |
| Otras competiciones         | 1        | 0     | 0,00            |
| Selección Sub-17            | 9        | 1     | 0,11            |
| Selección Sub-22            | 5        | 6     | 1,20            |
| Selección Sub-23 y Olímpica | 10       | 1     | 0,10            |
| Selección Absoluta          | 45       | 14    | 0,31            |
| Total                       | 563      | 125   | 0.22            |

### Hat-tricks
| 1 | 27 de marzo de 2004 | Estadio Antonio Vespucio Liberti, Buenos Aires, Buenos Aires | River Plate - Arsenal de Sarandí |  | 5 - 0 | Torneo Clausura 2004 |

### Como entrenador
| Equipo                    | Div.                | Temporada           | Liga  | Liga | Liga | Liga | Liga |       | Copa | Copa | Copa | Copa  |    | Internacional | Internacional | Internacional | Internacional | Internacional |   | Otros | Otros | Otros | Otros |     | Totales   | Totales     | Totales | Totales | Totales | Totales | Totales | Totales | Totales |
| Equipo                    | Div.                | Temporada           | Part. | G    | E    | P    | Pos. | Part. | G    | E    | P    | Part. | G  | E             | P             | Pos.          | Part.         | G             | E | P     | Part. | G     | E     | P   | Puntos    | Rendimiento | GF      | GC      | Dif.    |         |         |         |         |
| ------------------------- | ------------------- | ------------------- | ----- | ---- | ---- | ---- | ---- | ----- | ---- | ---- | ---- | ----- | -- | ------------- | ------------- | ------------- | ------------- | ------------- | - | ----- | ----- | ----- | ----- | --- | --------- | ----------- | ------- | ------- | ------- | ------- | ------- | ------- | ------- |
| Nacional · Uruguay        | 1.ª                 | 2011-12             | 31    | 21   | 7    | 3    | 1.º  | -     | -    | -    | -    | 8     | 2  | 0             | 6             | FG            | -             | -             | - | -     | 39    | 23    | 7     | 9   | 76/117    | 64.95%      | 74      | 41      | +33     |         |         |         |         |
| Nacional · Uruguay        | Total               | Total               | 31    | 21   | 7    | 3    | -    | -     | -    | -    | -    | 8     | 2  | 0             | 6             | -             | -             | -             | - | -     | 39    | 23    | 7     | 9   | 76/117    | 64.95%      | 74      | 41      | +33     |         |         |         |         |
| River Plate Argentina     | 1.ª                 | 2014                | 19    | 11   | 6    | 2    | 2.º  | 3     | 0    | 3    | 0    | 10    | 8  | 2             | 0             | 1.º           | -             | -             | - | -     | 32    | 19    | 11    | 2   | 68/96     | 70.84%      | 51      | 18      | +33     |         |         |         |         |
| River Plate Argentina     | 1.ª                 | 2015                | 30    | 13   | 10   | 7    | 9.º  | 2     | 1    | 0    | 1    | 20    | 7  | 8             | 5             | 1.º           | 6             | 4             | 0 | 2     | 58    | 25    | 18    | 15  | 93/174    | 53.44%      | 80      | 55      | +25     |         |         |         |         |
| River Plate Argentina     | 1.ª                 | 2016                | 16    | 4    | 6    | 6    | 19.º | 6     | 6    | 0    | 0    | 8     | 4  | 2             | 2             | 1/8           | 2             | 1             | 1 | 0     | 32    | 15    | 9     | 8   | 54/96     | 56.26%      | 55      | 36      | +19     |         |         |         |         |
| River Plate Argentina     | 1.ª                 | 2016-17             | 30    | 16   | 8    | 6    | 2.º  | 6     | 6    | 0    | 0    | 12    | 7  | 2             | 3             | 1/2           | 1             | 0             | 0 | 1     | 49    | 29    | 10    | 10  | 97/147    | 65.98%      | 98      | 51      | +47     |         |         |         |         |
| River Plate Argentina     | 1.ª                 | 2017-18             | 27    | 13   | 6    | 8    | 8.º  | 5     | 4    | 1    | 0    | 14    | 7  | 6             | 1             | 1.º           | 3             | 2             | 1 | 0     | 49    | 26    | 14    | 9   | 92/147    | 62.58%      | 83      | 41      | +42     |         |         |         |         |
| River Plate Argentina     | 1.ª                 | 2018-19             | 25    | 13   | 6    | 6    | 4.º  | 10    | 7    | 2    | 1    | 13    | 4  | 7             | 2             | 2.º           | 3             | 2             | 0 | 1     | 51    | 26    | 15    | 10  | 93/153    | 60.78%      | 89      | 37      | +52     |         |         |         |         |
| River Plate Argentina     | 1.ª                 | 2019-20             | 23    | 14   | 5    | 4    | 2.º  | 14    | 9    | 3    | 2    | 12    | 8  | 2             | 2             | 1/2           | -             | -             | - | -     | 49    | 31    | 10    | 8   | 103/147   | 70.07%      | 99      | 43      | +56     |         |         |         |         |
| River Plate Argentina     | 1.ª                 | 2021                | 25    | 16   | 6    | 3    | 1.º  | 14    | 6    | 4    | 4    | 10    | 3  | 4             | 3             | 1/4           | 1             | 1             | 0 | 0     | 50    | 26    | 14    | 10  | 92/150    | 61.33%      | 93      | 43      | +50     |         |         |         |         |
| River Plate Argentina     | 1.ª                 | 2022                | 27    | 14   | 5    | 8    | 3.º  | 19    | 12   | 3    | 4    | 8     | 5  | 2             | 1             | 1/8           | 0             | 0             | 0 | 0     | 54    | 31    | 10    | 13  | 103/162   | 63.58%      | 107     | 42      | +65     |         |         |         |         |
| Al-Ittihad Arabia Saudita | 1.ª                 | 2023-24             | 21    | 9    | 3    | 9    | 5.º  | 2     | 1    | 0    | 1    | 6     | 3  | 1             | 2             | 1/4           | 4             | 2             | 0 | 2     | 33    | 15    | 4     | 14  | 49/99     | 49.49%      | 56      | 59      | -3      |         |         |         |         |
| Al-Ittihad Arabia Saudita | Total               | Total               | 21    | 9    | 3    | 9    | -    | 2     | 1    | 0    | 1    | 6     | 3  | 1             | 2             | -             | 4             | 2             | 0 | 2     | 33    | 15    | 4     | 14  | 49/99     | 49.49%      | 56      | 59      | -3      |         |         |         |         |
| River Plate Argentina     | 1.ª                 | 2024                | 18    | 7    | 8    | 3    | 5.º  | -     | -    | -    | -    | 6     | 3  | 2             | 1             | 1/2           | -             | -             | - | -     | 24    | 10    | 10    | 4   | 40/72     | 55.56%      | 30      | 18      | +12     |         |         |         |         |
| River Plate Argentina     | 1.ª                 | 2025-A              | 18    | 9    | 8    | 1    | 1/4  | 1     | 1    | 0    | 0    | 6     | 3  | 3             | 0             | *             | 4             | 1             | 2 | 1     | 29    | 14    | 13    | 2   | 55/87     | 63.22%      | 43      | 20      | +23     |         |         |         |         |
| River Plate Argentina     | 1.ª                 | 2025-C              | 5     | 3    | 2    | 0    | -    | 1     | 1    | 0    | 0    | 1     | 0  | 1             | 0             | -             | -             | -             | - | -     | 7     | 4     | 3     | 0   | 15/21     | 71.43%      | 14      | 3       | +11     |         |         |         |         |
| River Plate Argentina     | Total               | Total               | 263   | 133  | 76   | 54   | -    | 81    | 53   | 16   | 12   | 120   | 59 | 41            | 20            | -             | 20            | 11            | 4 | 5     | 484   | 256   | 137   | 91  | 905/1452  | 62.33%      | 842     | 407     | +435    |         |         |         |         |
| Total en su carrera       | Total en su carrera | Total en su carrera | 315   | 163  | 86   | 66   | -    | 83    | 54   | 16   | 13   | 134   | 64 | 42            | 28            | -             | 22            | 13            | 4 | 5     | 556   | 294   | 148   | 114 | 1030/1668 | 61.75%      | 972     | 507     | +465    |         |         |         |         |
| 1. 2. 3.                  |                     |                     |       |      |      |      |      |       |      |      |      |       |    |               |               |               |               |               |   |       |       |       |       |     |           |             |         |         |         |         |         |         |         |

#### Resumen según posiciones obtenidas
| Club                      | Temporada | Primera División | Copa nacional    | Recopa nacional | 1.er torneo internacional | 2.do torneo internacional | Recopa internacional | Mundial de Clubes |
| ------------------------- | --------- | ---------------- | ---------------- | --------------- | ------------------------- | ------------------------- | -------------------- | ----------------- |
| Nacional · Uruguay        | 2011      | —                | —                | —               | —                         | Segunda fase              | —                    | —                 |
| Nacional · Uruguay        | 2012      | 1.º              | —                | —               | Fase de grupos            | —                         | —                    | —                 |
| River Plate Argentina     | 2014      | 2.º              | Cuartos de final | —               | —                         | 1.º                       | —                    | —                 |
| River Plate Argentina     | 2015      | 9.º              | Dieciseisavos    | 2.º             | 1.º                       | Semifinales               | 1.º                  | 2.º               |
| River Plate Argentina     | 2016      | 19.º             | 1.º              | —               | Octavos de final          | —                         | 1.º                  | —                 |
| River Plate Argentina     | 2017      | 2.º              | 1.º              | 2.º             | Semifinales               | —                         | —                    | —                 |
| River Plate Argentina     | 2018      | 8.º              | Semifinales      | 1.º             | 1.º                       | —                         | —                    | 3.°               |
| River Plate Argentina     | 2019      | 4.º              | 1.º              | 1.º             | 2.º                       | —                         | 1.º                  | —                 |
| River Plate Argentina     | 2020      | 2.º              | Octavos de final | —               | Semifinales               | —                         | —                    | —                 |
| River Plate Argentina     | 2021      | 1.º              | Cuartos de final | 1.º             | Cuartos de final          | —                         | —                    | —                 |
| River Plate Argentina     | 2022      | 3.º              | Cuartos de final | —               | Octavos de final          | —                         | —                    | —                 |
| Al-Ittihad Arabia Saudita | 2023-24   | 5.º              | Semifinales      | 2.º             | Cuartos de final          | —                         | —                    | Segunda ronda     |
| River Plate Argentina     | 2024      | 5.º              | -                | —               | Semifinales               | -                         | —                    | —                 |
| River Plate Argentina     | 2025-A    | 1/4              | -                | 2.º             | -                         | -                         | —                    | Fase de grupos    |
| River Plate Argentina     | 2025-C    | -                | -                | -               | -                         | -                         | —                    | —                 |

#### Resumen estadístico
| Equipo              | País                | Desde                   | Hasta                   | Historial | Historial | Historial | Historial | Historial | Historial | Historial | Historial   |
| Equipo              | País                | Desde                   | Hasta                   | PJ        | PG        | PE        | PP        | GF        | GC        | Dif.      | Rendimiento |
| ------------------- | ------------------- | ----------------------- | ----------------------- | --------- | --------- | --------- | --------- | --------- | --------- | --------- | ----------- |
| Nacional            | Uruguay             | 29 de junio de 2011     | 19 de junio de 2012     | 39        | 23        | 7         | 9         | 74        | 41        | +33       | 64.95%      |
| River Plate         | Argentina           | 30 de mayo de 2014      | 13 de noviembre de 2022 | 424       | 228       | 111       | 85        | 755       | 366       | +389      | 62.5%       |
| Al-Ittihad          | Arabia Saudita      | 18 de noviembre de 2023 | 2 de julio de 2024      | 33        | 15        | 4         | 14        | 56        | 59        | -3        | 49.49%      |
| River Plate         | Argentina           | 5 de agosto de 2024     | presente                | 60        | 28        | 26        | 6         | 87        | 41        | +46       | 61.11%      |
| Total en su carrera | Total en su carrera | Total en su carrera     | Total en su carrera     | 556       | 294       | 148       | 114       | 972       | 507       | +465      | 61.75%      |

#### Resumen por competencias
| Torneo                        | Estadísticas | Estadísticas | Estadísticas | Estadísticas | Estadísticas | Estadísticas | Estadísticas | Estadísticas | Estadísticas     |
| Torneo                        | PJ           | G            | E            | P            | GF           | GC           | DG           | Rendimiento  | Mejor Resultado  |
| ----------------------------- | ------------ | ------------ | ------------ | ------------ | ------------ | ------------ | ------------ | ------------ | ---------------- |
| Primera División de Uruguay   | 31           | 21           | 7            | 3            | 69           | 31           | +38          | 75.27%       | Campeón          |
| Primera División de Argentina | 263          | 133          | 76           | 54           | 434          | 228          | +206         | 60.2%        | Campeón          |
| Copa Argentina                | 37           | 29           | 7            | 1            | 90           | 17           | +73          | 84.69%       | Campeón          |
| Supercopa Argentina           | 4            | 2            | 0            | 2            | 7            | 4            | +3           | 50%          | Campeón          |
| Trofeo de Campeones de la LPF | 1            | 1            | 0            | 0            | 4            | 0            | +4           | 100%         | Campeón          |
| Supercopa Internacional       | 1            | 0            | 1            | 0            | 0            | 0            | +0           | 33.33%       | Subcampeón       |
| Copa de la Superliga          | 4            | 2            | 1            | 1            | 11           | 5            | +6           | 58.33%       | Cuartos de final |
| Copa de la Liga Profesional   | 40           | 22           | 8            | 10           | 77           | 38           | +39          | 61.67%       | Cuartos de final |
| Liga Profesional Saudí        | 21           | 9            | 3            | 9            | 38           | 42           | -4           | 47.62%       | 5.º lugar        |
| Copa del Rey de Campeones     | 2            | 1            | 0            | 1            | 5            | 2            | +3           | 50%          | Semifinales      |
| Supercopa de Arabia Saudita   | 2            | 1            | 0            | 1            | 3            | 5            | -2           | 50%          | Subcampeón       |
| Copa Libertadores             | 110          | 51           | 38           | 21           | 187          | 102          | +85          | 57.88%       | Campeón          |
| Copa Sudamericana             | 18           | 10           | 3            | 5            | 25           | 15           | +10          | 61.12%       | Campeón          |
| Liga de Campeones de la AFC   | 6            | 3            | 1            | 2            | 6            | 7            | -1           | 55.56%       | Cuartos de final |
| Recopa Sudamericana           | 6            | 4            | 1            | 1            | 7            | 2            | +5           | 72.23%       | Campeón          |
| Suruga Bank                   | 1            | 1            | 0            | 0            | 3            | 0            | +3           | 100%         | Campeón          |
| Mundial de Clubes de la FIFA  | 9            | 4            | 2            | 3            | 14           | 11           | +3           | 51.85%       | Subcampeón       |
| TOTAL                         | 556          | 294          | 148          | 114          | 972          | 507          | +465         | 61.75%       | 15 Títulos       |

## Palmarés

### Como jugador

#### Campeonatos nacionales
| Título                 | Club                | País           | Año     |
| ---------------------- | ------------------- | -------------- | ------- |
| Primera División       | River Plate         | Argentina      | 1993-A  |
| Primera División       | River Plate         | Argentina      | 1994-A  |
| Primera División       | River Plate         | Argentina      | 1996-A  |
| Primera División       | River Plate         | Argentina      | 1997-C  |
| Primera División       | River Plate         | Argentina      | 1997-A  |
| Ligue 1                | AS Monaco           | Francia        | 1999-00 |
| Supercopa de Francia   | AS Monaco           | Francia        | 2000    |
| Copa de la Liga        | AS Monaco           | Francia        | 2003    |
| Primera División       | River Plate         | Argentina      | 2004-C  |
| Copa de la Liga        | París Saint-Germain | Francia        | 2007-08 |
| Lamar Hunt US Open Cup | DC United           | Estados Unidos | 2008    |
| Campeonato Uruguayo    | Nacional            | Uruguay        | 2010-11 |

#### Copas internacionales
| Título                 | Equipo             | Ciudad        | Año  |
| ---------------------- | ------------------ | ------------- | ---- |
| Juegos Panamericanos   | Argentina sub-23   | Mar del Plata | 1995 |
| Juegos Olímpicos       | Argentina Olímpica | Athens        | 1996 |
| Copa Libertadores      | River Plate        | Buenos Aires  | 1996 |
| Supercopa Sudamericana | River Plate        | Buenos Aires  | 1997 |

### Como entrenador

#### Campeonatos nacionales
| Título              | Club        | País      | Año     |
| ------------------- | ----------- | --------- | ------- |
| Campeonato Uruguayo | Nacional    | Uruguay   | 2011-12 |
| Copa Argentina      | River Plate | Argentina | 2016    |
| Copa Argentina      | River Plate | Argentina | 2017    |
| Supercopa Argentina | River Plate | Argentina | 2017    |
| Copa Argentina      | River Plate | Argentina | 2019    |
| Supercopa Argentina | River Plate | Argentina | 2019    |
| Primera División    | River Plate | Argentina | 2021    |
| Trofeo de Campeones | River Plate | Argentina | 2021    |

#### Copas internacionales
| Título              | Club        | Ciudad       | Año  |
| ------------------- | ----------- | ------------ | ---- |
| Copa Sudamericana   | River Plate | Buenos Aires | 2014 |
| Recopa Sudamericana | River Plate | Buenos Aires | 2015 |
| Copa Libertadores   | River Plate | Buenos Aires | 2015 |
| Copa Suruga Bank    | River Plate | Suita        | 2015 |
| Recopa Sudamericana | River Plate | Buenos Aires | 2016 |
| Copa Libertadores   | River Plate | Madrid       | 2018 |
| Recopa Sudamericana | River Plate | Buenos Aires | 2019 |

### Distinciones individuales
| Distinción                                                | Año    |
| --------------------------------------------------------- | ------ |
| Mejor Jugador Joven de Primera División                   | 1993-A |
| Mejor Jugador Joven de Primera División                   | 1994-C |
| Máximo goleador de los Juegos Panamericanos (6 goles)     | 1995   |
| Mejor Jugador de Primera División                         | 1997-A |
| Nominado al Jugador Mundial de la FIFA - Puesto #65       | 1997   |
| Incluido en el Equipo Ideal de América                    | 1997   |
| Incluido en el Equipo Ideal de América                    | 1998   |
| Mejor Jugador de la Ligue 1                               | 2000   |
| Premio Konex - Diploma al Mérito: Futbolista              | 2000   |
| Gol de la semana de la MLS (Semanas 5 y 8)                | 2008   |
| Elegido Mejor Técnico del Campeonato Uruguayo             | 2012   |
| Premio Alumni a Entrenador Destacado de Primera División. | 2015   |
| Premio Toyota al Mejor Técnico de la Copa Libertadores    | 2015   |
| 5.º Mejor Entrenador de Clubes del Mundo, según IFFHS.    | 2015   |
| 2.º Mejor Entrenador de Clubes del Mundo, según IFCStat.  | 2017   |
| Mejor Entrenador de Clubes del Mundo, según IFCStat.      | 2018   |
| Mejor entrenador de América                               | 2018   |
| Mejor entrenador de América                               | 2019   |
| Mejor entrenador de América                               | 2020   |
| Premio Konex - Diploma al Mérito: Director Técnico        | 2020   |

## Homenajes
Considerado ídolo del club, Gallardo está incluido en el telón de los ídolos presentado por la afición de River en 2020.
El 16 de octubre de 2022, en su último partido como director técnico en la derrota por 1-2 frente a Rosario Central por el Campeonato de Primera División 2022, recibió un homenaje de despedida por la afición en el Estadio Monumental. Terminado el partido, recibió una camiseta n.º 10 de obsequio y el jugador Juan Fernando Quintero leyó una carta de los hinchas en el centro del campo de juego. Por su parte, Gallardo dirigió unas palabras a la afición. Posteriormente River jugó el 13 de noviembre un partido amistoso frente al Real Betis en el Estadio Malvinas Argentinas de Mendoza (victoria por 4-0). Nuevamente, fue homenajeado por los hinchas y Gallardo nuevamente se despidió.

### Estatua frente al Monumental
En mayo de 2023 fue emplazada en su honor la estatua más grande del mundo destinada a un protagonista del fútbol. El monumento mide 7 metros y pesa 6,5 toneladas, superando el récord anterior de los 6,7 metros de la estatua de Ángel Labruna, máximo ídolo de River Plate.

## Filmografía
- Reportaje Movistar+ (02/05/2016), «Fiebre Maldini: 'Marcelo Gallardo'» (enlace roto disponible en Internet Archive; véase el historial, la primera versión y la última). en Plus.es
- Fue entrevistado para el filme documental estrenado en 2019 River, el más grande siempre que narra la historia del club.[65][66][67]